# Windows to the Soul
Windows to the Soul é uma canção de rock instrumental do guitarrista virtuoso estadunidense Steve Vai. Trata-se da 7a faixa do álbum The Ultra Zone, de 1999, e, por conta disso, presente também na coletânea The Seventh Song - Enchanting Guitar Melodies, do mesmo guitarrista.

## Créditos Musicais
- Steve Vai - Guitarras e Spoken words
- Mike Keneally - Teclados
- Philip Bynoe – Baixo
- Mike Mangini - Baterias

## Prêmios e Indicações
| Ano  | Prêmio        | Categoria                          | Resultado | Ref.        |
| ---- | ------------- | ---------------------------------- | --------- | ----------- |
| 1999 | Grammy Awards | Best Rock Instrumental Performance | Indicado  | [ 4 ] [ 5 ] |